# Шнабельвайд
Шнабельвайд (нем. Schnabelwaid) — ярмарочная община  в Германии, в Республике Бавария.
Подчиняется административному округу Верхняя Франкония. Входит в состав района Байройт. Подчиняется управлению Кройссен.  Население составляет 984 человека (на 31 декабря 2010 года). Занимает площадь 21,28 км². Местные регистрационные номера транспортных средств (коды автомобильных номеров) (нем. Kraftfahrzeugkennzeichen) — BT Архивная копия от 20 августа 2016 на Wayback Machine.
Община подразделяется на 8 сельских округов.

## Население
По оценке на 31 декабря 2015 года население общины Шнабельвайд составляет 981 чел. 

| Дата      | 1840 | 1871 | 1900 | 1925 | 1939 | 1950 | 1961 | 1970 | 1987 | 2011 |
| --------- | ---- | ---- | ---- | ---- | ---- | ---- | ---- | ---- | ---- | ---- |
| Население | 924  | 870  | 885  | 784  | 762  | 1162 | 993  | 993  | 893  | 991  |

| Год       | 1960 | 1970 | 1980 | 1990 | 2000 | 2009 | 2010 | 2011 | 2012 | 2013 | 2014 | 2015 |
| --------- | ---- | ---- | ---- | ---- | ---- | ---- | ---- | ---- | ---- | ---- | ---- | ---- |
| Население | 960  | 992  | 898  | 901  | 1004 | 1012 | 984  | 993  | 980  | 997  | 996  | 981  |